# Anna Hedenmo

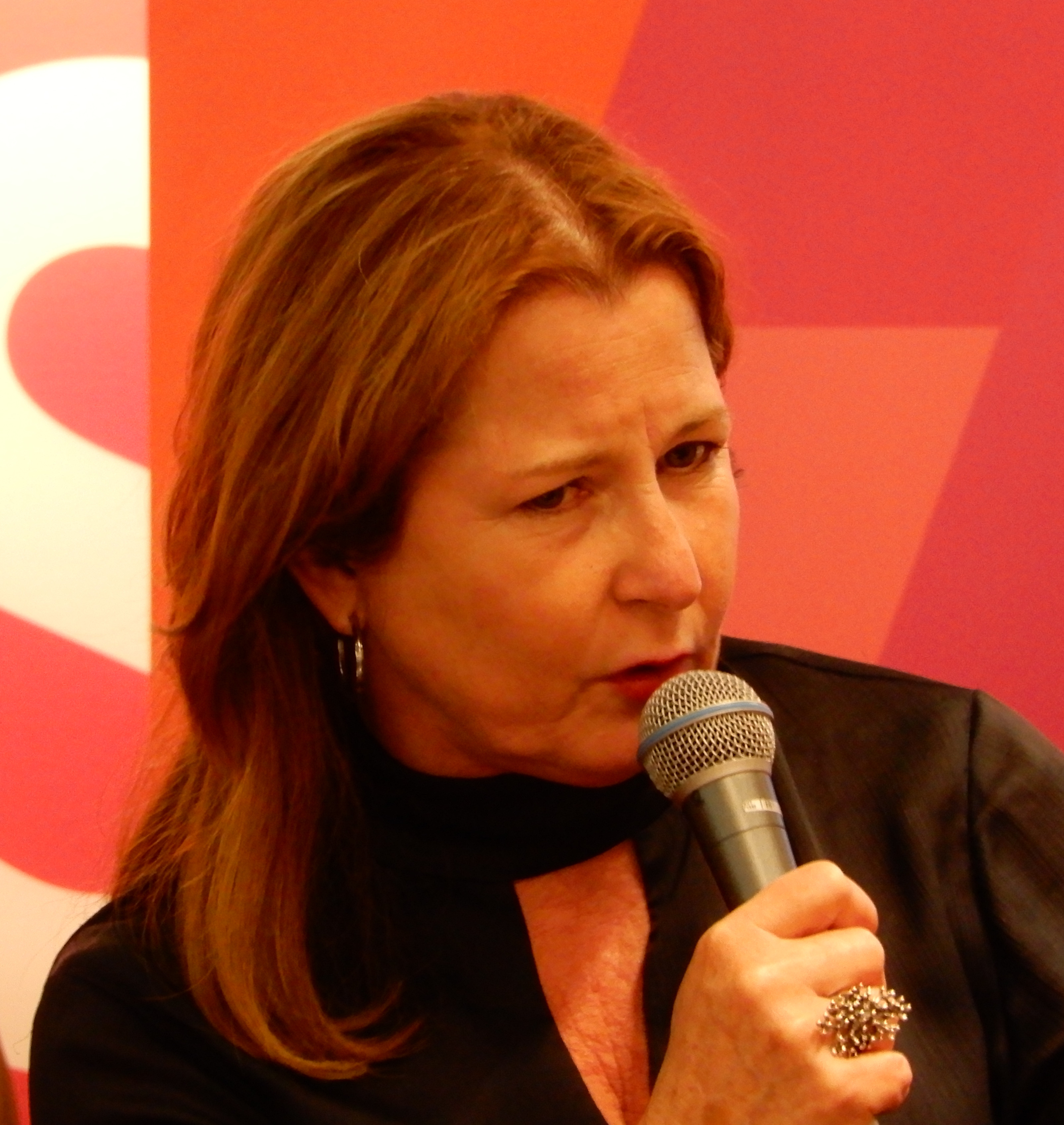
Anna Hedenmo på Bokmässan i Göteborg 2022

Anna Birgitta Hedenmo, ogift Olsson, född 21 mars 1961 i Hässelby församling, Stockholms stad, är en svensk journalist och programledare som arbetade på Sveriges Television mellan 1993 och 2024. Hon är mest känd som programledare för Agenda och Min sanning. Hon var under många år nyhetsankare på Rapport och Aktuellt.
Den 11 juni 2024 meddelade hon att hon skulle sluta på SVT och gå över till Handelsbankens mediebolag EFN Ekonomikanalen.

## Biografi
Innan Anna Hedenmo kom till Sveriges Television arbetade hon på Radio Värmland, Radio Stockholm samt Ekoredaktionen.
2013 var hon hedersgäst i Kanal 5:s satirprogram Partaj. Övriga program som hon har medverkat i är bland andra SVT:s Nobelsändningar, Debatt och SVT:s morgonprogram.
Hedenmo ledde SVT:s valvaka vid folkomröstningen om EMU 2003, 2016 var hon programledare för valvakan från det amerikanska presidentvalet i Washington, D.C., och 2005 var hon USA-korrespondent under sommaren. Under valrörelserna 2010 samt 2014 ledde hon tillsammans med kollegan Mats Knutson de traditionella partiledarutfrågningarna, samt slutdebatten med samtliga partiledare.
Mellan 2017 och 2019 var hon ordförande för Publicistklubben.
2018 utkom Hedenmo med boken Uppdrag sanning : möten och tankar på Brombergs bokförlag. 2023 utkom hennes bok Solitär: en biografi om Annette Kullenberg (Mondial förlag).
Hedenmo har två döttrar.